# 織田教長
織田 教長（おだ のりなが）は、室町時代の武将。通称は勘解由左衛門尉。尾張国守護代。尾張下津城主。

## 略歴
織田教信または織田常松の子として誕生。初名は朝長。後に教長（足利義教からの偏諱か）。織田民部入道玄永は教長のことを指すともされる。
応永35年（1428年）閏3月23日、又守護代「織田勘解由左衛門尉」が織田常松から指示を受ける。
正長2年（1429年）4月29日、「織田勘解由左衛門朝長」が守護代として活動。
永享元年（1429年）11月28日、「織田教長」が守護代として活動。
永享元年（1429年）12月27日、「織田勘解由左衛門尉」が斯波義淳から指示を受ける。
永享3年（1431年）には守護代として織田淳広の活動が見えるので、それまでに交代したと見られる。